# 09式自走対空機関砲
09式自走対空機関砲（09しきじそうたいくうきかんほう、Type09 SPAAA、PGZ-09）は、中国北方工業公司が製造した中国の装軌式自走対空砲である。
35ミリ機関砲2門とオプションで撃ち放し式赤外線誘導ミサイル2門を搭載している。2009年に前身の95式自走対空機関砲から順次置き換えを開始した。
一部の軍事アナリストは07式としていたが、2017年に開催された中国人民解放軍90周年記念テーマ展覧会で09式と正式に指定されたことが確認された。

## 概要
1987年、中国は製造ライセンスを得てエリコン社GDFを輸入し、中国では90式2連装35mm対空砲システムとして指定された。90式は主に近接航空支援機、ヘリコプター、無人航空機（UAV）、巡航ミサイルなどの低空飛行標的の攻撃用に設計されている。
09式は90式の自走式版である。09式はPLZ-05と似たシャーシを採用している。レーザー距離計とサーマルトラッキングサイトを備えたコンピューター制御の照準システムを装備する。デジタル火器制御システムと自動装填装置は車両後部に設置されている。車両は交戦前にえい光弾付きHEI（High Explosive Incendiary）、えい光弾付きHEIAP（High Explosive Incendiary/Armor Piercing Ammunition）、空中炸裂、標的練習用えい光弾の5種類の弾薬を選択することができる。
砲塔は砲身ごとに2つの独立した装填機構を備えている。追尾レーダーは砲塔前部に設置され、デジタル射撃制御システムが上部に設置されている。砲塔上部には緊急用日中光学が設置され、砲塔の屋根後部には監視レーダー（ドップラーレーダー）が設置されており、探知距離は20km、敵味方の識別が可能である。
09式の他の標準装備は、乗組員とコンピューターのための空調、暖房と換気、および核・生物・化学兵器の影響から保護するためのNBCシステムなどである。09式はまた、自動火災検知・抑制システム、データリンク、大隊内の他車両との外部通信システムも備えている。

## 比較
|          | ゲパルト     | 87式         | マークスマン | 95式                | K30                    | ツングースカ             | 09式               |
| -------- | ------------ | ------------ | ------------ | ------------------- | ---------------------- | ------------------------ | ------------------ |
| 画像     |              |              |              |                     |                        |                          |                    |
| 全長     | 7.68 m       | 7.99 m       | 6.20 m       | 6.71 m              | 6.77 m                 | 7.93 m                   | 6.70 m             |
| 全幅     | 3.71 m       | 3.18 m       | 3.60 m       | 3.2 m               | 3.3 m                  | 3.24 m                   | 3.2 m              |
| 全高     | 3.29 m       | 4.40 m       | 不明         | 3.4 m 4.82 m        | 4.065 m                | 3.36 m 4.01 m            | 3.4 m 4.82 m       |
| 重量     | 47.5 t       | 38.0 t       | 41.0 t       | 22.5 t              | 25.0 t                 | 34.0 t                   | 35.0 t             |
| 武装     | 35mm機関砲×2 | 35mm機関砲×2 | 35mm機関砲×2 | 25mm機関砲×4 QW-2×4 | 30mm機関砲×2 神弓×不明 | 30mm連装機関砲×2 9M311×4 | 35mm機関砲x2 SAMx4 |
| 最高速度 | 65 km/h      | 53 km/h      | 52 km/h      | 53 km/h             | 60 km/h                | 65 km/h                  | 55 km/h            |
| 乗員数   | 3名          | 3名          | 3名          | 4名                 | 3名                    | 4名                      | 3名                |

## 運用
中華人民共和国
- 中国人民解放軍陸軍機械化歩兵師団の標準型対空車両